# Rescue Diver

Taucher-Ausbildungslevel

Rescue Diver (abgekürzt RD, deutsche Übersetzung „Rettungstaucher“) ist die Bezeichnung einer Brevetierung im PADI- und SDI-Ausbildungssystem. Voraussetzung für  diese Gerätetaucher-Ausbildung ist der „Advanced Open Water Diver“-Kurs (AOWD) und behandelt den Umgang mit Notsituationen unter Wasser. Nach der „Rescue Diver“-Brevetierung kann sich ein Taucher im Divemaster-Kurs, der den ersten Schritt zu einer Tauchlehrer-Laufbahn darstellen kann, weitere Kenntnisse  aneignen. Im deutschen Sprachraum wird ausschließlich die englische Bezeichnung verwendet, auch um eine Verwechslung mit professionellen Rettungstauchern zu vermeiden.

## Verbreitung und Standardisierung

Übersicht über das PADI-Ausbildungssystem

PADI und SDI bieten eine gleichwertige Ausbildung unter dem Namen „Rescue Diver“ an. NAUI nennt das äquivalente Brevet „Rescue Scuba Diver“, SSI nennt es „Diver Stress and Rescue“ und BSAC „Rescue Specialist“. Die „Rescue Diver“-Ausbildung entspricht der CMAS „zwei Sterne“-Brevetierung. Der CMAS-Kurs enthält aber mehr Inhalte, weil darin auch Teile des PADI „Advanced Open Water Diver“-Kurses enthalten sind. Im Gegensatz zur „Open Water Diver“- oder „Divemaster“-Brevetierung ist die „Rescue Diver“-Zertifizierung nicht nach ISO oder DIN normiert.

## Kursinhalte
Der Kurs stellt die potentiellen Probleme von Tauchern in den Mittelpunkt und zielt daher auf fortgeschrittene Gerätetaucher. Es werden Inhalte und Techniken vermittelt, um in Notsituationen über und unter Wasser richtig reagieren zu können. Ziele des Kurses sind, Tauchunfälle zu vermeiden bzw. deren Auswirkungen zu verringern. Die Themen Tauchmedizin, Tauchausrüstung, Notfallmanagement, Rettungsmanagement, Rettungstechniken und Erste Hilfe werden mit Szenarien behandelt. Der PADI-Kurs beinhaltet 5 Theorielektionen und Freiwasser-Tauchgänge mit 10 Übungen sowie 2 Rescue-Szenarien. In der theoretischen und praktischen Abschlussprüfung werden verschiedene Szenarien durchgespielt.
Der PADI Rescue Diver-Kurs beinhaltet folgende theoretischen Module:
1. Selbstrettung und Tauch-Notfall
2. Taucher-Erste-Hilfe (Ausrüstung und Ablauf)
3. Notfallmanagement
4. Notfallausrüstung

Die Freiwassertauchgänge haben folgende Themen zum Inhalt:
1. überanstrengter Taucher
2. panischer Taucher
3. Hilfe von der Küste oder einem Boot (bewusstloser Taucher)
4. Notfall unter Wasser
5. vermisster Taucher
6. Notaufstieg mit bewusstlosem Taucher
7. bewusstloser Taucher an der Wasseroberfläche
8. Retten eines bewusstlosen Tauchers
9. Erste Hilfe bei Dekompressions-Unfällen
10. Hilfe an Land organisieren
11. Tauchunfall-Szenario 1 (Unterwassersuche)
12. Tauchunfall-Szenario 2 (Rettungs- und Bergungs-Management)

Mehrere Tauchgänge zu einem Thema sind durchaus nicht unüblich.

## Anforderungen
Voraussetzung für die Teilnahme an einem Rescue Diver-Kurs ist das AOWD- oder ein äquivalentes Brevet, je nach Voraussetzung ca. 40 bis 50 im Logbuch verzeichnete Tauchgänge sowie das Beherrschen der Tauchausrüstung. Zudem muss der Abschluss eines EFR-Kurses oder je eines Erste Hilfe-, HLW- oder AED-Kurses nachgewiesen werden. Eine aktuelle Tauchtauglichkeits-Bescheinigung ist in den meisten Ländern und von vielen Tauchorganisationen vorgeschrieben. Das Mindestalter für diesen Kurs ist bei PADI 15 Jahre bzw. 12 Jahre für den Junior Rescue Diver-Kurs. Außer einer Tiefenbeschränkung auf 21 Meter unterscheiden sich diese Kindertauchkurse nur durch eine kindgerechte Vermittlung der gleichen Inhalte wie bei den Erwachsenenkursen.